# شرکت هوافضای اندونزی
شرکت هوافضای اندونزی (انگلیسی: Indonesian Aerospace) شرکت دولتی هوافضا و صنایع جنگ‌افزاری اندونزیایی است، که در سال ۱۹۷۶ تأسیس شد.